# Disseny del so
El disseny de so és l'art i la pràctica de crear bandes sonores per a diversos propòsits. Implica refinar, obtenir o crear elements sonors mitjançant tècniques i eines de producció de so. S'utilitza en una varietat de disciplines, com ara cinema, producció de televisió, desenvolupament de videojocs, teatre, gravació i reproducció de so, actuació en directe, art sonor, postproducció, ràdio, nous mitjans i desenvolupament d'instruments. El disseny de so sol implicar reproduir so pregravat o sintetitzat (vegeu, per exemple, Foley) i editar, com ara efectes de so i diàlegs, amb finalitats multimèdia, però també pot implicar recrear sons mitjançant un sintetitzador. Un dissenyador de so és algú que practica el disseny de so.

## Història
L'ús del so per evocar emoció, reflectir l'estat d'ànim i accentuar l'acció en el teatre i la dansa va començar a la prehistòria. En el passat, s'utilitzava en cerimònies religioses per a la curació o recreació. A l'antic Japó, els santuaris xintoistes solien representar esdeveniments teatrals anomenats Kagura amb música i dansa.
El drama es va representar a l'edat mitjana en una forma de drama anomenada Commedia dell'arte, que utilitzava música i efectes de so per millorar les actuacions. Va seguir l'ús de la música i el so al teatre isabelí, on s'utilitzaven equips com campanes, xiulets i trompetes per crear música i efectes sonors fora de l'escenari. Aquestes instruccions s'escriuran al guió perquè la música i els efectes de so es reprodueixin en el moment adequat.
El compositor italià Luigi Russolo va començar a construir dispositius mecànics de generació de so anomenats "intonarumori" el 1913 per a actuacions teatrals i musicals futuristes. Aquests dispositius van ser dissenyats per simular sons naturals i creats per l'home, com ara trens i bombes. El tractat de Russolo "L'art del soroll" va ser un dels primers documents escrits sobre l'ús del soroll abstracte al teatre. Després de la seva mort, els seus intonarumori es van utilitzar en produccions teatrals més tradicionals per crear efectes de so realistes.

### So gravat
Possiblement, el primer ús del so gravat al teatre va ser un fonògraf que tocava el plor d'un nadó en un teatre de Londres el 1890. Setze anys més tard, Herbert Beerbohm Tree va utilitzar enregistraments en la seva producció londinenca de la tragèdia NERO de Stephen Phillips. L'acte està assenyalat a la Revista de Teatre (1906) amb dues fotografies; una mostra un músic tocant una corneta en una banya gran connectada a una gravadora de disc, l'altra amb un actor que grava els crits i gemecs agonitzants dels màrtirs torturats. L'article diu: "Aquests sons són tots reproduïts de manera realista pel gramòfon". Tal com va citar Bertolt Brecht, hi havia una obra de teatre sobre Rasputin escrita el 1927 per Alexej Tolstoi i dirigida per Erwin Piscator que incloïa una gravació de la veu de Lenin. Encara que el terme "dissenyador de so" no s'utilitzava en aquest moment, diversos directors d'escena es van especialitzar com a "home d'efectes", creant i realitzant efectes de so fora de l'escenari utilitzant una barreja de mimetisme vocal, enginys mecànics i elèctrics i discos de gramòfon. Es va prestar molta cura i atenció a la construcció i realització d'aquests efectes, tant naturalistes com abstractes. Al llarg del segle xx, l'ús d'efectes de so gravats va començar a prendre el relleu dels efectes de so en directe, encara que sovint era el deure del director d'escena trobar els efectes de so i un electricista reproduïa les gravacions durant les actuacions.
Entre 1980 i 1988, Charlie Richmond, el primer comissari de disseny de so de la USITT, va supervisar els esforços de la seva Comissió de disseny de so per definir els deures, responsabilitats, estàndards i procediments que normalment es podrien esperar d'un dissenyador de so de teatre a Amèrica del Nord. Aquest tema encara es discuteix amb regularitat per aquell grup, però durant aquest temps es van extreure conclusions substancials i va escriure un document que, tot i que ara una mica datat, ofereix un registre succint del que s'esperava en aquell moment. Posteriorment es va proporcionar tant a l'ADC com a David Goodman al local de Florida USA quan tots dos planejaven representar dissenyadors de so als anys noranta.

### Tecnologia digital
La tecnologia MIDI i d'àudio digital han contribuït a l'evolució de les tècniques de producció de so als anys vuitanta i noranta. Les estacions de treball d'àudio digital (DAW) i una varietat d'algoritmes de processament de senyal digital aplicats en elles permeten realitzar pistes de so més complicades amb més pistes, així com efectes auditius. Funcions com ara desfer il·limitat i edició a nivell de mostra permeten un control fi de les pistes de so.
En el so de teatre, també s'ha reconegut que les característiques dels sistemes informatitzats de disseny de so de teatre són essencials per als sistemes de control d'espectacles en directe a Walt Disney World i, com a resultat, Disney va utilitzar sistemes d'aquest tipus per controlar moltes instal·lacions al seu parc temàtic Disney-MGM Studios, que es va obrir el 1989. Aquestes característiques es van incorporar a l'especificació MIDI Show Control (MSC), un protocol de comunicacions obert utilitzat per interactuar amb diversos dispositius. El primer espectacle que va utilitzar plenament l'especificació MSC va ser la Magic Kingdom Parade al Magic Kingdom de Walt Disney World el setembre de 1991.
L'augment de l'interès per l'àudio dels jocs també ha aportat eines d'àudio interactives més avançades que també són accessibles sense coneixements de programació informàtica. Algunes d'aquestes eines de programari (anomenades "eines d'implementació" o "motors d'àudio") presenten un flux de treball similar al dels programes DAW més convencionals i també poden permetre que el personal de producció de so realitzi algunes de les tasques de so interactives més creatives (que són considerada part del disseny de so per a aplicacions informàtiques) que abans hauria requerit un programador informàtic. Les aplicacions interactives també han donat lloc a una gran quantitat de tècniques d'"àudio dinàmic" que vol dir que el so s'ajusta "paramètricament" durant el temps d'execució del programa. Això permet una expressió més àmplia en els sons, més semblant a la de les pel·lícules, perquè d'aquesta manera el dissenyador de so pot, p. crear sons de passos que varien de manera creïble i no repetida i que també es corresponguin amb el que es veu a la imatge. L'estació de treball d'àudio digital no pot "comunicar-se" directament amb els motors de joc, perquè els esdeveniments del joc es produeixen sovint en un ordre impredictible, mentre que les estacions de treball d'àudio digital tradicionals així com els anomenats mitjans lineals (TV, pel·lícules, etc.) tenen tot en el mateix ordre. cada vegada que s'executa la producció. Sobretot, els jocs també han introduït mescles dinàmiques o adaptatives.
La World Wide Web ha millorat molt la capacitat dels dissenyadors de so per adquirir material d'origen de manera ràpida, senzilla i econòmica. Avui en dia, un dissenyador pot visualitzar i descarregar sons més nítids i "creïbles" en lloc de treballar a través de cerques "a la foscor" que esgoten el temps i el pressupost a través de botigues de discos, biblioteques i "la vinya" per (sovint) enregistraments inferiors. A més, la innovació del programari ha permès als dissenyadors de so adoptar més un enfocament de bricolatge (o "fes-ho tu mateix"). Des de la comoditat de casa seva ia qualsevol hora, simplement poden utilitzar un ordinador, altaveus i auriculars en lloc de llogar (o comprar) equips costosos o espai d'estudi i temps per editar i mesclar. Això permet una creació i negociació més ràpides amb el director.

## Aplicacions

### Cinema
En la producció cinematogràfica, un editor/dissenyador de so és un membre de l'equip de filmació responsable de totes o parts específiques de la banda sonora d'una pel·lícula. A la indústria cinematogràfica nord-americana, el títol de dissenyador de so no està controlat per cap organització professional, a diferència dels títols de director o guionista.
Els termes disseny de so i dissenyador de so es van començar a utilitzar a la indústria cinematogràfica l'any 1969. Aleshores, Francis Ford Coppola va concedir per primera vegada el títol de dissenyador de so a Walter Murch en reconeixement de les contribucions de Murch a la pel·lícula The Rain People. El significat original del títol Sound Designer, tal com van establir Coppola i Murch, era "un individu responsable en última instància de tots els aspectes de la pista d'àudio d'una pel·lícula, des del diàleg i la gravació dels efectes de so fins al re-enregistrament (mescla) de la pista final. " El terme dissenyador de so ha substituït els sobrenoms com ara supervisor de l'editor de so o mesclador de re-enregistrament pel que bàsicament era la mateixa posició: el dissenyador principal de la banda sonora final. Editors i mescladors com Murray Spivack (King Kong), George Groves (The Jazz Singer), James G. Stewart (Citizen Kane) i Carl Faulkner (Journey to the Center of the Earth) van servir en aquesta capacitat durant l'era dels estudis de Hollywood, i generalment es consideren dissenyadors de so amb un nom diferent.
L'avantatge d'anomenar-se dissenyador de so a partir de les dècades posteriors era doble. Estratègicament, va permetre que una sola persona treballés tant com a editor com a mesclador en una pel·lícula sense trobar-se amb problemes relacionats amb les jurisdiccions dels editors i mescladors, tal com han indicat els seus respectius sindicats. A més, va ser un moviment retòric que va legitimar el camp del so de postproducció en un moment en què els estudis reduïen la mida dels seus departaments de so i quan els productors escatimaven habitualment en pressupostos i sous dels editors de so i mescladors. En fer-ho, va permetre a aquells que es deien dissenyadors de so competir per contractes de treball i negociar sous més alts. Per tant, la posició de dissenyador de so va sorgir d'una manera similar a la de dissenyador de producció, que es va crear als anys 30 quan William Cameron Menzies va fer contribucions revolucionàries a l'ofici de la direcció d'art en la realització de Gone with the Wind.
L'equip de producció d'àudio és un membre principal del personal de producció, amb una producció creativa comparable a la de l'editor i director de fotografia. Diversos factors han portat a la promoció de la producció d'àudio a aquest nivell, quan anteriorment es considerava subordinada a altres parts del cinema:
- Els sistemes de so de cinema es van convertir en capaços de reproducció d'alta fidelitat, sobretot després de l'adopció de Dolby Stereo. Abans de les bandes sonores estèreo, el so de les pel·lícules era d'una fidelitat tan baixa que només els diàlegs i els efectes de so ocasionals eren pràctics. Aquests sistemes de so es van idear originalment com a trucs per augmentar l'assistència al teatre, però la seva implantació generalitzada va crear un buit de contingut que havia de ser omplert per professionals competents. El format Dolby Atmos immersiu de Dolby, introduït el 2012, proporciona a l'equip de so 128 pistes d'àudio que es poden assignar a un llit 7.1.2 que utilitza dos canals superiors, deixant 118 pistes per a objectes d'àudio que es poden col·locar al voltant del teatre independentment de el llit sonor. Les posicions dels objectes estan informades per metadades que les col·loquen en funció de les coordenades X, Y, Z i el nombre d'altaveus disponibles a la sala. Aquest format de so immersiu amplia les oportunitats creatives per a l'ús del so més enllà del que es podia aconseguir amb els sistemes de so envoltant 5.1 i 7.1 més antics. El major rang dinàmic dels nous sistemes, juntament amb la capacitat de produir sons als costats, darrere o per sobre del públic, va proporcionar a l'equip de postproducció d'àudio noves oportunitats d'expressió creativa en el so de les pel·lícules.[8]

- Alguns directors estaven interessats a adonar-se de les noves potencialitats del mitjà. Una nova generació de cineastes, els anomenats "Easy Riders i Raging Bulls" —Martin Scorsese, Steven Spielberg, George Lucas i altres— eren conscients del potencial creatiu del so i volien utilitzar-lo.

- Els cineastes es van inspirar en la música popular de l'època. Àlbums conceptuals de grups com Pink Floyd i The Beatles van suggerir noves maneres de narrar històries i tècniques creatives que es podrien adaptar a les pel·lícules.

- Els nous cineastes van fer les seves primeres pel·lícules fora de l'establishment de Hollywood, lluny de la influència dels sindicats cinematogràfics i del sistema d'estudi que es dissipava ràpidament.

El títol contemporani de dissenyador de so es pot comparar amb el títol més tradicional d'editor de so supervisor; molts dissenyadors de so utilitzen els dos títols de manera intercanviable. El paper de supervisor de l'editor de so, o supervisor de so, es va desenvolupar paral·lelament al paper de dissenyador de so. La demanda de bandes sonores més sofisticades es va sentir tant dins com fora de Hollywood, i l'editor de so supervisor es va convertir en el cap del gran departament de so, amb un equip de desenes d'editors de so, que es necessitava per realitzar un treball de so complet amb un canvi ràpid.

### Teatre
El disseny de so, com a disciplina diferent, és un dels camps més joves de l'escena, només per darrere de l'ús de la projecció i altres pantalles multimèdia, tot i que les idees i tècniques de disseny de so han existit gairebé des que va començar el teatre. Dan Dugan, treballant amb tres platines de cinta estèreo encaminades a deu zones d'altaveusdurant la temporada 1968–69 de l'American Conservatory Theatre (ACT) a San Francisco, va ser la primera persona a rebre el nom de dissenyador de so.
Un dissenyador de so de teatre és responsable de tot el que el públic escolta a l'espai d'actuació, inclosa la música, els efectes de so, les textures sonores i els paisatges sonors. Aquests elements són creats pel dissenyador de so, o provenen d'altres professionals del so, com ara un compositor en el cas de la música. La música pregravada ha de tenir llicència d'una entitat legal que representi l'obra de l'artista. Aquest pot ser el mateix artista, un editor, un segell discogràfic, una organització de drets d'execució o una empresa de llicències musicals.El dissenyador de so del teatre també és l'encarregat d'escollir i instal·lar el sistema de so: altaveus, taules de so, interfícies i convertidors, programari de reproducció/cueing, micròfons, micròfons de ràdio, foldback, cables, ordinadors i equipament extern com unitats FX i processadors de dinàmica.
La tecnologia d'àudio moderna ha permès als dissenyadors de so de teatre produir dissenys flexibles, complexos i econòmics que es poden integrar fàcilment a les actuacions en directe. La influència del cinema i la televisió en l'escriptura teatral fa que cada cop s'escriuen obres de teatre amb escenes més curtes, cosa que és difícil d'aconseguir amb l'escenografia però que es transmet fàcilment amb el so. El desenvolupament del disseny de so de pel·lícules està donant als escriptors i directors més expectatives i coneixements de disseny de so. En conseqüència, el disseny de so de teatre està molt estès i els dissenyadors de so realitzats solen establir col·laboracions a llarg termini amb els directors.

#### Musicals
El disseny de so per a musicals sovint se centra en el disseny i la implementació d'un sistema de reforç de so que satisfà les necessitats de la producció. Si ja s'ha instal·lat un sistema de so a la sala d'actuació, la feina del dissenyador de so és ajustar el sistema per tal d'utilitzar-lo millor per a una producció concreta. La sintonització del sistema de so utilitza diversos mètodes, com ara l'equalització, el retard, el volum, la col·locació d'altaveus i micròfons i, en alguns casos, l'addició de nous equips. En conjunt amb el director i el director musical, si n'hi ha, el dissenyador de reforç de so determina l'ús i la col·locació de micròfons per a actors i músics. El dissenyador de reforç de so s'assegura que l'actuació pugui ser escoltada i entesa per tots els assistents, independentment de la forma, la mida o l'acústica del lloc, i que els intèrprets puguin escoltar tot el necessari perquè puguin fer la seva feina. Tot i que el disseny de so per a un musical se centra en gran manera en els mèrits artístics del reforç del so, molts musicals, com Into the Woods, també requereixen partitures sonores significatives (vegeu Disseny de so per a obres de teatre). Sound Reinforcement Design va ser reconegut pels premis Tony de l'American Theatre Wing amb el premi al millor disseny de so d'un musical fins a la temporada 2014-15, restablert posteriorment a la temporada 2017-18.

#### Obres de teatre
El disseny de so per a obres de teatre sovint implica la selecció de música i sons (partitura sonora) per a una producció basada en la familiaritat íntima amb l'obra, i el disseny, instal·lació, calibratge i utilització del sistema de so que reprodueix la partitura de so. El dissenyador de so d'una obra i el director de la producció treballen conjuntament per decidir els temes i les emocions a explorar. A partir d'això, el dissenyador de so de les obres, en col·laboració amb el director i possiblement el compositor, decideix els sons que s'utilitzaran per crear els estats d'ànim desitjats. En algunes produccions, també es pot contractar el dissenyador de so per compondre música per a l'obra. El dissenyador de so i el director acostumen a treballar junts per "identificar" els senyals de l'obra (és a dir, decidir quan i on s'utilitzarà el so a l'obra). Algunes produccions poden utilitzar música només durant els canvis d'escena, mentre que altres poden utilitzar efectes de so. De la mateixa manera, una escena es pot subratllar amb música, efectes sonors o sons abstractes que existeixen entre els dos. Alguns dissenyadors de so són compositors experimentats, escrivint i produeixen música per a produccions i també dissenyen so. Molts dissenys de so per a obres de teatre també requereixen un reforç de so important (vegeu Disseny de so per a musicals). El disseny de so per a obres va ser reconegut pels premis Tony de l'ala del teatre nord-americà amb el premi al millor disseny de so d'una obra fins a la temporada 2014-15, posteriorment va restablir el premi a la temporada 2017-18.

#### Organitzacions professionals
- Associació de dissenyadors i compositors de so teatrals (TSDCA)
- L'Associació de Dissenyadors de So és una associació comercial que representa els dissenyadors de so de teatre al Regne Unit.
- United Scenic Artists (EUA) Local USA829, que està integrat a IATSE, representa els dissenyadors de so teatrals als Estats Units.
- Els dissenyadors de so teatrals al Canadà anglès estan representats per Associated Designers of Canada (ADC), i al Quebec per l'Association des professionnels des arts du Québec (APASQ).

### Música
En el negoci de la música contemporània, especialment en la producció de música rock, música ambiental, rock progressiu i gèneres similars, el productor discogràfic i l'enginyer de gravació tenen un paper important en la creació del so (o paisatge sonor) global d'un enregistrament, i menys sovint, d'una actuació en directe. Un productor discogràfic és responsable d'extreure la millor interpretació possible dels músics i de prendre decisions tant musicals com tècniques sobre els timbres instrumentals, els arranjaments, etc. ajuda addicional d'artistes sovint acreditats com a "dissenyadors de so", per aportar efectes auditius específics i ambients, a la producció.
En l'aplicació de tècniques electroacústiques (per exemple, so binaural) i síntesi de so per a música contemporània o música de cinema, un dissenyador de so (sovint també un músic electrònic) de vegades es refereix a un artista que treballa al costat d'un compositor per adonar-se dels aspectes més electrònics d'un musical. producció. Això es deu al fet que de vegades hi ha una diferència d'interessos entre compositors i músics electrònics o dissenyadors de so. El segon s'especialitza en tècniques de música electrònica, com la seqüenciació i els sintetitzadors, però el primer té més experiència en l'escriptura de música en diversos gèneres. Atès que la música electrònica en si és força àmplia en tècniques i sovint separada de les tècniques aplicades en altres gèneres, aquest tipus de col·laboració es pot considerar natural i beneficiosa.
Exemples notables de disseny de so (reconegut) en música són les contribucions de Michael Brook a l'àlbum d'U2 The Joshua Tree, George Massenburg a l'àlbum de Jennifer Warnes Famous Blue Raincoat, Chris Thomas a l'àlbum de Pink Floyd The Dark Side of the Moon i Brian Eno a l'àlbum Surprise de Paul Simon.
El 1974, Suzanne Ciani va iniciar la seva pròpia companyia de producció, Ciani/Musica. Inc., que es va convertir en la casa de música de disseny de so número 1 a Nova York.

### Moda
A les desfilades de moda, el dissenyador de so sovint treballa amb el director artístic per crear una atmosfera que s'ajusti al tema d'una col·lecció, campanya comercial o esdeveniment.

### Aplicacions informàtiques i altres aplicacions
El so s'utilitza àmpliament en una varietat d'interfícies home-ordinador, en jocs d'ordinador i videojocs. Hi ha uns quants requisits addicionals per a la producció de so per a aplicacions informàtiques, com ara la reutilització, la interactivitat i el baix ús de memòria i CPU. Per exemple, la majoria dels recursos computacionals solen dedicar-se als gràfics. La producció d'àudio hauria de tenir en compte els límits computacionals per a la reproducció de so amb compressió d'àudio o sistemes d'assignació de veu.
El disseny de so per a videojocs requereix un coneixement adequat de la gravació i edició d'àudio mitjançant una estació de treball d'àudio digital i una comprensió de la integració de l'àudio del joc mitjançant programari de motor d'àudio, eines d'autor d'àudio o programari intermediari per integrar l'àudio al motor del joc. El programari intermediari d'àudio és un conjunt d'eines de tercers que es troba entre el motor del joc i el maquinari d'àudio.
La interactivitat amb el so d'ordinador pot implicar l'ús de diversos sistemes de reproducció o lògica, utilitzant eines que permeten la producció de so interactiu (per exemple, Max/MSP, Wwise). La implementació pot requerir programari o enginyeria elèctrica dels sistemes que modifiquin el so o processin l'entrada de l'usuari. En aplicacions interactives, un dissenyador de so sovint col·labora amb un enginyer (per exemple, un programador de so) que s'ocupa de dissenyar els sistemes de reproducció i la seva eficiència.

## Premis
Els dissenyadors de so han estat reconeguts per les organitzacions de premis des de fa temps, i més recentment han sorgit nous premis en resposta als avenços en la tecnologia i la qualitat del disseny de so. Motion Picture Sound Editors i l'Acadèmia de les Arts i les Ciències Cinematogràfiques reconeixen el disseny de so millor o més estètic per a una pel·lícula amb els premis Golden Reel per a l'edició de so a les indústries del cinema, la transmissió i els jocs, i el premi de l'Acadèmia al millor so, respectivament. L'any 2021, els 93ns Premis de l'Acadèmia van fusionar la millor edició de so i la millor mescla de so en una categoria general de millor so. El 2007, el premi Tony al millor disseny de so es va crear per honrar el millor disseny de so del teatre americà a Broadway.
Les organitzacions de premis teatrals nord-americans que reconeixen els dissenyadors de so inclouen:
- Premis Dora Mavor Moore
- Premis Drama Desk
- Premis Helen Hayes
- Premis Obie
- Premis Joseph Jefferson

Les principals organitzacions de premis britàniques inclouen els premis Olivier. Els premis Tony van retirar els premis de disseny de so a partir de la temporada 2014-2015, després van restablir les categories a la temporada 2017-18.